# Ескалатор

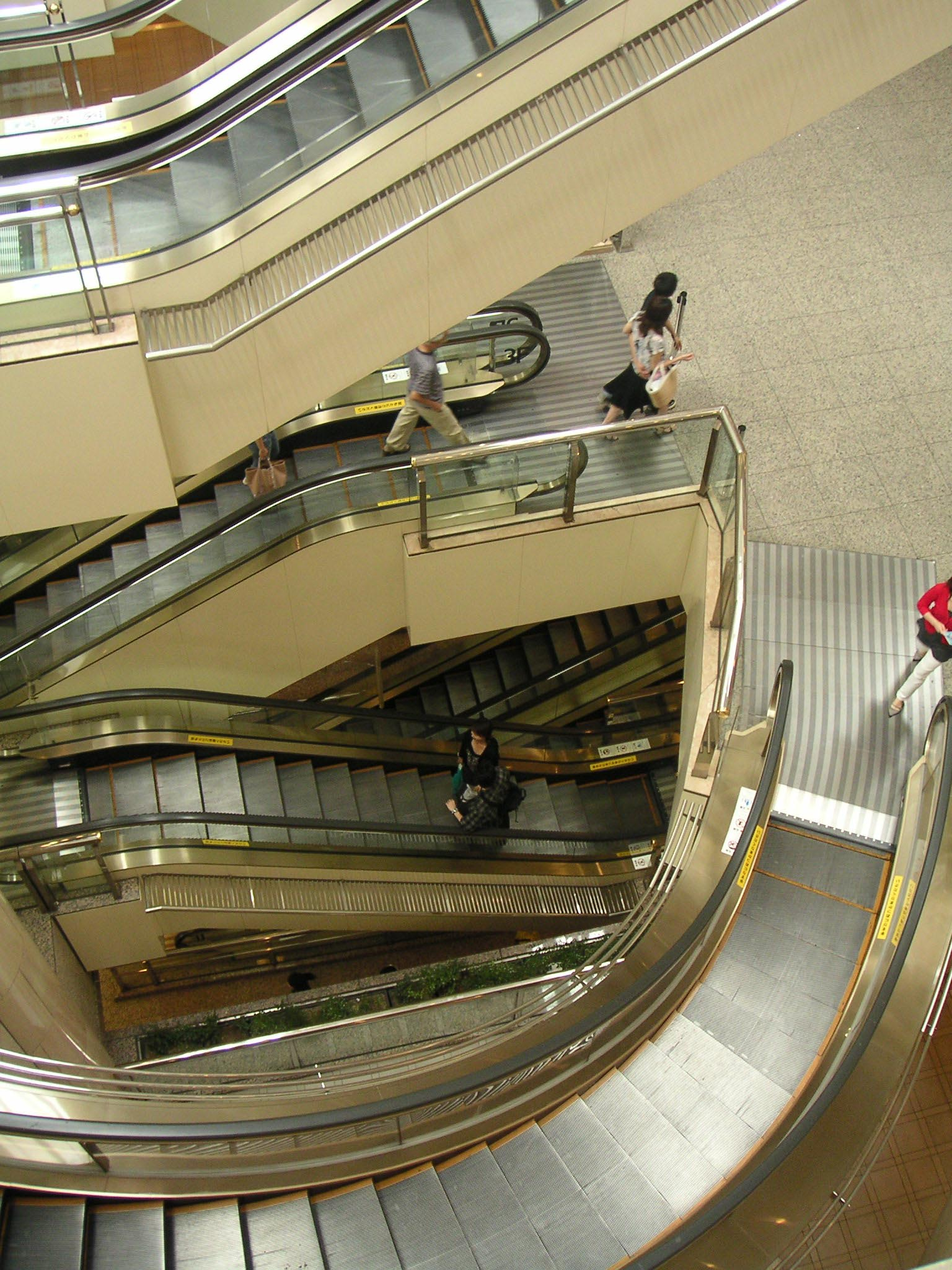
Ансамбль ескалаторів у Мінато Мірай 21 у Йокогамі

Ескала́тор (англ. escalator від лат. scalae — сходи) — транспортний пристрій, рухома доріжка у вигляді похилих сходів з рухомими горизонтальними сходинками для переміщення людей між різними рівнями вгору чи вниз у висотних громадських будівлях: магазинах, станціях метрополітену, готелях, вокзалах, аеропортах.
Сходинки рухаються на роликах вздовж напрямних за допомогою ланцюгової передачі від електричного приводу. Швидкість руху сходинок становить 0,3 — 0,8 м/с. Максимальний кут нахилу ескалатора відносно горизонтальної поверхні переважно не перевищує 30°.
Уперше такий транспортний пристрій запатентував у 1892 році і збудував у 1895 році Джессі Рено (Jesse Reno); назву escalator вперше застосував 1897 року Чарльз Сібергер (Charles D. Seeberger).
29 травня 1900 року американська компанія «Отіс» зареєструвала свою нову торгову марку «Ескалатор», яка згодом дала ім'я всім автоматичним сходам. Незадовго до цього компанія представила перший у світі ескалатор на міжнародній виставці в Парижі.

## Ескалатори в Київському метрополітені

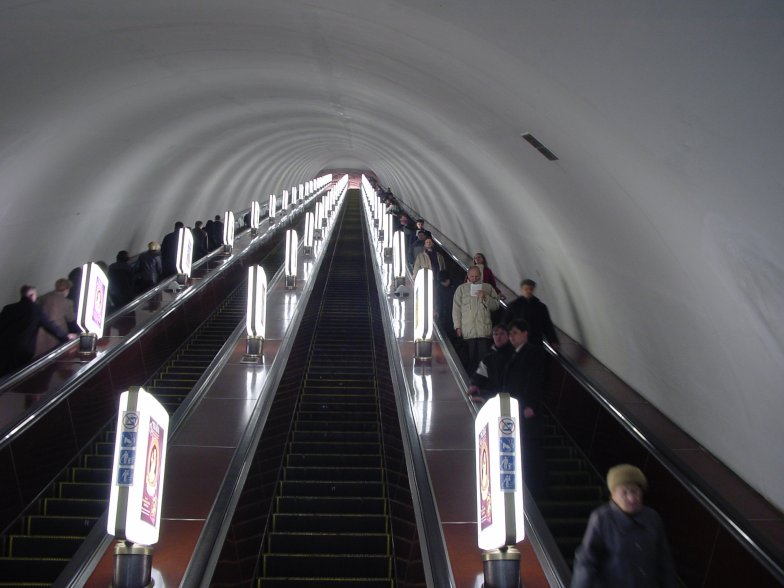
Ескалатор станції «Театральна» Київського метрополітену

У Київському метрополітені встановлено 122 ескалатори. Ескалаторна машина розташована у нахиленому тунелі, що називається тунельним ескалаторним маршем.  Двомаршевий ескалатор утворюють нахили, поєднані проміжним вестибюлем. У Києві сім двомаршевих нахилів — на станціях  «Арсенальна»,  «Хрещатик»,  «Університет»,  «Шулявська»,  «Золоті ворота»,  «Дорогожичі» та  «Печерська».  Двомаршевий ескалатор станції  «Арсенальна» — найглибший спуск у Києві — 55,8+46,6 м.
Кожна секція із сходинками називається стрічкою ескалатора. У Києві та у метрополітенах України використовуються три- або чотиристрічкові тунельні ескалатори, а у деяких вестибюлях — дво- та однострічкові. Максимальний кут нахилу ескалатора відносно горизонтальної поверхні переважно не перевищує 35°.
Перший український ескалатор типу ЕТК-245 виробництва концерну ПАТ «Крюківський вагонобудівний завод» установили у 2004 році на станції  «Сирець», згодом – на нових виходах станцій  «Лісова» та  «Дарниця», та на нових станціях  «Деміївська» та  «Виставковий центр».
Найбільше сходинок (743) у середньої стрічки ескалатору станції  «Хрещатик». На цій же станції — найдовші поручні, довжина яких становить 293 метри.
Поручні ескалатора рухаються швидше, ніж сам ескалатор, тому що електропривід ескалатора передає обертовий момент на ланцюги ескалатора, а вже потім на зірку обертання поручня.